# Sysel perličkový
Sysel perličkový (Spermophilus suslicus, Güldenstaedt 1770) je druh hlodavce z čeledi veverkovití.

## Národní a vědecká synonyma názvu
Česky též sysel perličkovaný. Vědecké pojmenování též Citellus suslicus.

## Popis
Menší sysel s krátkým ocasem (15–25 % délky těla) a výrazně skvrnitým vzorem na kožešině; menší než sysel obecný. Dorůstá délky 170–240 mm, většinou méně než 220 mm a hmotnosti 120–440 gramů. Hřbet je skvrnitý, šedohnědý, někdy tmavší, kaštanově hnědý, rezavohnědý, červenohnědý. Světlé břicho odděluje od hřbetu okrové zbarvení. Skvrny jsou nejvýraznější podél páteře, méně podél břicha; na hlavě jsou drobné skvrnky. Tlama, tváře a nohy jsou krémově bílé; oční kroužek je zřetelně krémově bělavý, nesouvisle rezavě obkroužený. Jižní populace bývají světlejší, severní populace tmavší. Vzorec jeho chrupu je 1/1, 0/0, 2/1, 3/3.

## Výskyt
Žije ve stepích a na jižním okraji lesostepní oblasti mezi řekami Prut a Dněstr na západě a Volhou na východě. Vyskytuje se převážně v jihovýchodním Polsku (Lublinské vojvodství), Bělorusku, na Ukrajině, v Moldavsku a Rusku. Jeho přirozeným prostředím jsou klimaticky mírné louky blízko vodních zdrojů, ale vyskytuje se i v zemědělské krajině. V minulosti byl ve východní Evropě hojně rozšířen a byl považován za škůdce. Dnes je jeho výskyt roztroušený.

## Etologie
Denní živočich, Všežravec. Jedinci žijí samostatně v norách, ovšem v koloniích čítajících i 160 jedinců na jeden hektar. Mezi hlavní složky potravy patří tráva, obilí, živí se i hmyzem. Hibernuje od října do dubna. Páří se mezi dubnem a květnem. Březost trvá 23 až 26 dní. V jednom vrhu se narodí 4–8 mláďat, zprvu holých a slepých.

## Poddruhy
U druhu sysel perličkový rozlišujeme poddruhy:
- Spermophilus suslicus boristhenicus (Pusanov, 1958)
- Spermophilus suslicus guttatus (Pallas, 1770)
- Spermophilus suslicus suslicus (Güldenstaedt, 1779), syn. guttatus, guttulatus, averini
- Spermophilus suslicus odessanus (Nordmann, 1842), syn. meridiooccidentalis, volhynensis, ognevi, boristhenicus[8]

### Film
- Na našem syslím letišti [dokumentární TV film]. Německo, 2004, [Flugplatz der Ziesel]. Premiéra 2. 12. 2011 20:00 ČT2. 43 min. [Výskyt sysla perličkového v Polsku poblíž Svidniku na sportovním letišti.]
- STANKIEWICZ, Norbert. Speckled Ground Squirrel (Spermophilus suslicus) [video]. YouTube [online]. Publikováno 2. 9. 2013 [cit. 18. 12. 2018]. Dostupné z: https://www.youtube.com/watch?v=kG3N-EMW7nM